# Comuna Munkfors
Munkfors (Munkfors kommun) este o comună din comitatul Värmlands län, Suedia, cu o populație de 3.656 locuitori (2013).

## Geografie

### Zone urbane
Lista celor mai mari zone urbane din comună (anul 2015) conform Biroului Central de Statistică al Suediei:
| Nr | Zona urbană | Pop.  |
| -- | ----------- | ----- |
| 1  | Munkfors    | 2.834 |

## Demografie
| \| Evoluția demografică în comuna Munkfors, 1970–2015 \| Evoluția demografică în comuna Munkfors, 1970–2015 \| Evoluția demografică în comuna Munkfors, 1970–2015 \| Evoluția demografică în comuna Munkfors, 1970–2015 \| Evoluția demografică în comuna Munkfors, 1970–2015 \| \| ----------------------------------------------------------------------------------------------------- \| -------------------------------------------------- \| -------------------------------------------------- \| -------------------------------------------------- \| -------------------------------------------------- \| \| An \| \| \| Locuitori \| \| \| 1970 \| 1970 \| \| 5709 \| 5709 \| \| 1975 \| 1975 \| \| 5483 \| 5483 \| \| 1980 \| 1980 \| \| 5132 \| 5132 \| \| 1985 \| 1985 \| \| 4809 \| 4809 \| \| 1990 \| 1990 \| \| 4816 \| 4816 \| \| 1995 \| 1995 \| \| 4658 \| 4658 \| \| 2000 \| 2000 \| \| 4162 \| 4162 \| \| 2005 \| 2005 \| \| 3995 \| 3995 \| \| 2010 \| 2010 \| \| 3771 \| 3771 \| \| 2015 \| 2015 \| \| 3663 \| 3663 \| \| Sursa: SCB - Statistika Centralbyrån, Folkmängd efter region, civilstånd, ålder och kön. År 1968–2016 \| \| \| \| \| |      |  |           |      |
| Evoluția demografică în comuna Munkfors, 1970–2015 |      |  |           |      |
| An |      |  | Locuitori |      |
| 1970 | 1970 |  | 5709      | 5709 |
| 1975 | 1975 |  | 5483      | 5483 |
| 1980 | 1980 |  | 5132      | 5132 |
| 1985 | 1985 |  | 4809      | 4809 |
| 1990 | 1990 |  | 4816      | 4816 |
| 1995 | 1995 |  | 4658      | 4658 |
| 2000 | 2000 |  | 4162      | 4162 |
| 2005 | 2005 |  | 3995      | 3995 |
| 2010 | 2010 |  | 3771      | 3771 |
| 2015 | 2015 |  | 3663      | 3663 |
| Sursa: SCB - Statistika Centralbyrån, Folkmängd efter region, civilstånd, ålder och kön. År 1968–2016 |      |  |           |      |